# Belalo
Ya Ntesa Dalienst Le Maquisard chante Belalo et Dangara est le dernier album du chanteur Ntesa Dalienst sorti en 1990.

## Histoire
Dans une interview le 15 octobre 1990, Ntesa Dalienst rapporte que l'album était en cours d'enregistrement. Il devait sortir en octobre, mais en raison de problèmes de production, il a dû sortir en novembre. L'artiste Carlyto Lassa du Choc Stars était invitée. Il a été produit par Kokar Massakuba. Le style de l'album est l'odemba (variante de la rumba congolaise), qui était le plus utilisé par Franco Luambo et le TP OK Jazz.

## Chansons
| Num. | Titre   | Durée |
| ---- | ------- | ----- |
| A1   | Belalo  | 10:00 |
| A2   | Dorothy | 9:45  |
| B1   | Dangara | 10:45 |
| B2   | Difela  | 9:28  |

## Crédits
- Saxophone Alto - Rondot Kawaka
- Chœurs - Carlyto Lassa, Ntesa Dalienst
- Basse - Jean-Baptiste Nsamela
- Batterie - Otis Edjudju
- Guitares solo: Assani Corvin, Dizzy Mandjeku, Dieudos Makwanzi
- Voix principales - Ntesa Dalienst
- Percussions - Otis Edjuju
- Cowbell - Roger Nyimi
- Guitare rythmique - Assani Corvin, Dieudos Makwanzi
- Saxophone ténor - Didan Dibuidi
- Trombone - Jean-Pol Danhier
- Trompette - Michel Kazungu [4]

Crédits adaptés de Discogs.